# Wolfgang Neff
Pour les articles homonymes, voir Neff.
Wolfgang Neff (né Wolfgang Bruna le 8 septembre 1875 à Prague, mort le 10 juin 1939 dans la même ville) est un acteur et réalisateur germano-tchécoslovaque.

## Biographie
Neff est le fils illégitime du boucher et plus tard superviseur financier Nathan Nefeles et de Franziska Bruna, fille d'un tailleur. Initialement baptisé catholique, il se convertit au judaïsme après le mariage de ses parents en 1877. Professionnellement, il travaille pendant deux ans dans l'entreprise d'exportation de verre de son oncle. Il travaille ensuite comme employé de bureau pendant trois ans et se forme à la peinture pendant un an. De 1900 à 1903, il reçoit des cours de théâtre auprès de Günther Pettera.
Neff fait ses débuts sur scène à Lunebourg en 1903. D'autres engagements sont Thorn (1904), Stralsund (1905), Constance (1906) et Kiel (1909). À partir de 1905, il utilise également officiellement le nom de famille Neff, qu'il n'utilisait auparavant que de manière informelle. En 1910, il vient à Berlin et en 1911 est nommé directeur principal du Friedrich-Wilhelmstädtisches Schauspielhaus. Il joue les rôles-titres dans Le Roi Lear, Macbeth et Nathan le Sage.
En 1913, il apparaît pour la première fois en tant qu'acteur devant la caméra. Après une interruption due à la Première Guerre mondiale, au cours de laquelle il sert, entre autres, sur le front italien, il se remet au cinéma en 1919 et à partir de 1920, il est exclusivement actif comme réalisateur. Il réalise toutes sortes de films, notamment des films romantiques et des comédies de la scénariste Jane Beß (de). En janvier 1922, il fonde avec l'homme d'affaires Herbert Albrecht Work-Film GmbH (1922-1925) et en octobre 1923, il fonde India-Film GmbH (1923-1929) en tant qu'unique propriétaire. Son film de montagne Der Todesweg auf die Bernina est en 1931 le dernier film muet allemand. À l’ère du cinéma sonore, il ne reçoit plus de missions de réalisation.
Neff, qui était considéré comme un "demi-juif" selon la doctrine raciale nazie, est employé à Berlin jusqu'en 1936 avec un travail mineur de production de documentation. En novembre de la même année, il retourne dans sa ville natale de Prague, où il vit avec sa sœur Hedwig Engländer et reçoit un soutien financier de sa part. Finalement apatride, Wolfgang Neff meurt dans un sanatorium du quartier Podolí de Prague quelques mois après l'annexion allemande de la Tchécoslovaquie.
De 1928 jusqu'à leur divorce en 1936, Neff est marié à la sténographe Julie Glaser.

## Filmographie
En tant qu'acteur
- 1913 : L'Éducatrice
- 1913 : Brutal
- 1913 : Der Fleck
- 1916 : Der Fall Hoop
- 1916 : Die Vier Finger
- 1919 : Wehrlose Opfer
- 1920 : Die andere Welt

En tant que réalisateur
- 1916 : Und die Gerechtigkeit fand den Weg
- 1916 : Die Vier Finger
- 1919 : Sklaven des Kapitals
- 1919 : Die Erbschaft von New York
- 1920 : Das Geheimnis der Mitternachtsstunde
- 1920 : Der Plan der Drei
- 1920 : Der Mann in der Falle
- 1920 : Die Sklavenhalter von Kansas-City
- 1920 : Nat Pinkerton im Kampf (1. Teil)
- 1920 : Aapachenrache, 4. Teil - Der Affenmensch
- 1920 : Der Unerkannte
- 1920 : In den Goldfeldern von Nevada
- 1920 : Der Spitzel
- 1920 : Eine Frauenschönheit unter dem Seziermesser
- 1920 : Der Schrecken der Millionäre
- 1920 : Der schwarze Gast
- 1920 : Das grüne Plakat
- 1921 : Nat Pinkerton im Kampf (2. Teil: Diebesfallen)
- 1921 : Ratten der Großstadt. 1. Die geheimnisvolle Nacht
- 1921 : Großstadtmädels (3 parties)
- 1921 : Lola, die Apachenbraut. 1. Teil
- 1921 : Verbrechen in der Wallstreet 13
- 1921 : Das Achtgroschenmädel, Teil 1
- 1921 : Rafaello − Das Rätsel von Kopenhagen 1
- 1921 : Hände hoch
- 1921 : Das Kind der Straße (2 parties)
- 1921 : Razzia
- 1921 : Die Hafenlore (2 parties)
- 1921 : Die Brillantenmieze (2 parties)
- 1921 : Die kleine Midinette
- 1921 : Apachenrache, 3. Teil - Die verschwundene Million
- 1922 : Brudermord
- 1922 : Morast
- 1922 : Schamlose Seelen oder Ein Mädchenschicksal (aussi production)
- 1922 : Bummellotte
- 1922 : Kaschemmengräfin
- 1922 : Der Heiratsschwindler
- 1922 : Die Zigarettengräfin
- 1922 : Die Liebeslaube
- 1922 : Divankatzen
- 1922 : Die Königin von Whitechapel
- 1922 : Die Fürstin der Ozeanwerft
- 1923 : Die Frau aus dem Orient
- 1924 : Das Herz der Lilian Thorland
- 1924 : Die Luftfahrt über den Ozean
- 1925: Aschermittwoch (de)
- 1925 : Die Kleine aus der Konfektion
- 1925 : Das alte Ballhaus (2 parties)
- 1925 : Volk in Not (de)
- 1926 : Herbstmanöver
- 1926 : Wie bleibe ich jung und schön − Ehegeheimnisse
- 1927 : Deutsche Frauen − deutsche Treue
- 1927 : Der Kavalier vom Wedding
- 1927 : Zirkus Renz
- 1927 : Die Lorelei
- 1927 : Ich war zu Heidelberg Student
- 1927 : Die Hafenbraut
- 1927 : Das Mädchen aus Frisco
- 1927 : Wien, Wien – Nur du allein
- 1927 : Es steht ein Wirtshaus an der Lahn
- 1928 : Wer das Scheiden hat erfunden
- 1928 : Das Hannerl von Rolandsbogen
- 1929 : Morgenröte (de)
- 1930 : Sturm auf drei Herzen
- 1930 : Ratten der Großstadt
- 1931 : Der Todesweg auf die Bernina